# Province dell'Ecuador

Province dell'Ecuador

Le province dell'Ecuador (in spagnolo provincias, singolare provincia) costituiscono la suddivisione territoriale di primo livello del Paese e sono pari a 24; ciascuna di esse si articola a sua volta in cantoni.

## Lista
| Localizzazione | Bandiera | Provincia                      | Capoluogo                    | Popolazione (2010) | Superficie (km²) |
| -------------- | -------- | ------------------------------ | ---------------------------- | ------------------ | ---------------- |
|                |          | Azuay                          | Cuenca                       | 712 127            | 8 125            |
|                |          | Bolívar                        | Guaranda                     | 183 641            | 3 940            |
|                |          | Cañar                          | Azogues                      | 225 184            | 3 122            |
|                |          | Carchi                         | Tulcán                       | 164 524            | 3 605            |
|                |          | Chimborazo                     | Riobamba                     | 458 581            | 6 569            |
|                |          | Cotopaxi                       | Latacunga                    | 409 205            | 6 072            |
|                |          | El Oro                         | Machala                      | 600 659            | 5 850            |
|                |          | Esmeraldas                     | Esmeraldas                   | 534 092            | 15 239           |
|                |          | Galápagos                      | Puerto Baquerizo Moreno      | 25 124             | 8 010            |
|                |          | Guayas                         | Guayaquil                    | 3 645 483          | 16 740           |
|                |          | Imbabura                       | Ibarra                       | 398 244            | 4 559            |
|                |          | Loja                           | Loja                         | 448 966            | 11 027           |
|                |          | Los Ríos                       | Babahoyo                     | 778 115            | 7 175            |
|                |          | Manabí                         | Portoviejo                   | 1 369 780          | 18 879           |
|                |          | Morona-Santiago                | Macas                        | 147 940            | 25 690           |
|                |          | Napo                           | Tena                         | 103 697            | 11 431           |
|                |          | Orellana                       | Puerto Francisco de Orellana | 136 396            | 22 500           |
|                |          | Pastaza                        | Puyo                         | 83 933             | 29 774           |
|                |          | Pichincha                      | Quito                        | 2 576 287          | 9 110            |
|                |          | Santa Elena                    | Santa Elena                  | 308 693            | 3 763            |
|                |          | Santo Domingo de los Tsáchilas | Santo Domingo                | 368 013            | 3 805            |
|                |          | Sucumbíos                      | Nueva Loja                   | 176 472            | 18 328           |
|                |          | Tungurahua                     | Ambato                       | 504 583            | 3 335            |
|                |          | Zamora Chinchipe               | Zamora                       | 91 376             | 23 111           |